# Uniform m/1970 kv
Fältuniform m/70 kv var ett tidigare uniformssystem för frivilliga kvinnor inom försvarsmakten.

## Bakgrund
Det hade nu framåt 1970-talet kommit ett flertal uniformer anpassade för kvinnor och det började bli dags för en renodlad fältuniform. En sådan började utvecklas och resultatet behandlas i denna artikel.

## Användning
Denna uniform är en blandning mellan Fältuniform m/1959 och Frivilliguniform m/60 kv samt bars fram tills den för båda könen gemensamma Fältuniform 90 infördes.

## Persedlar
Följande persedlar ingick i uniformen.
- Blus m/70 kv
- Fältbyxor m/70 kv
- Fältjacka m/70 kv
- Fältmössa m/1959
- Kjol m/70 kv
- Pälsmössa m/1959
- Vindrock m/1959 med foder